# Linda Harrison

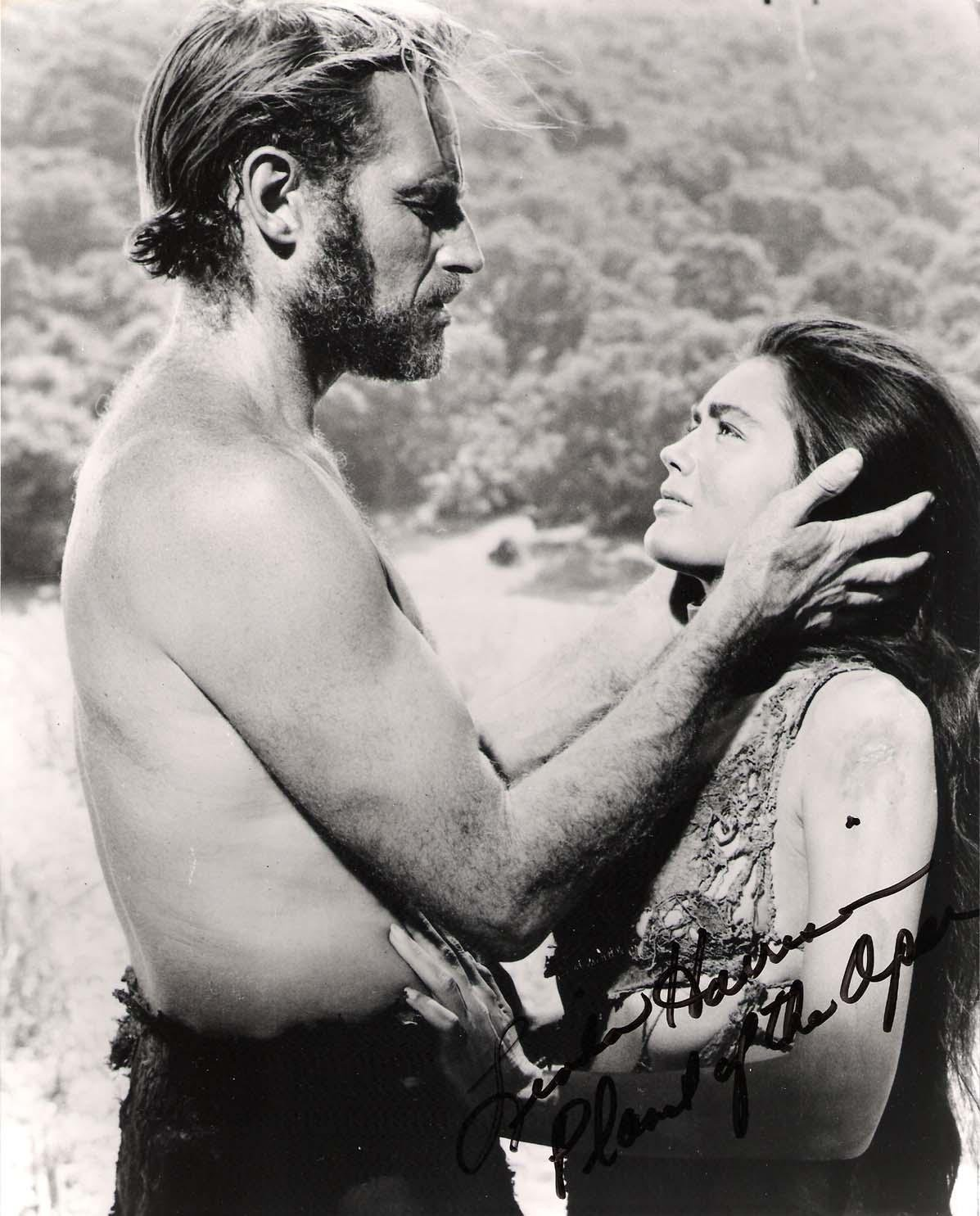
Heston și Harrison în Planeta maimuțelor

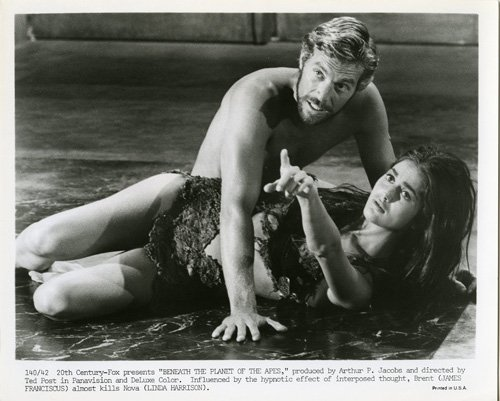
Harrison și James Franciscus în Secretul planetei maimuțelor, 1970

Linda Melson Harrison (n. 26 iulie 1945, Berlin, Maryland, SUA) este o actriță, producătoare și regizor de film american, cunoscută în special pentru rolul lui Nova din filmul SF clasic din 1968 Planeta maimuțelor și primul sequel al său, Secretul planetei maimuțelor. De asemenea, ea a avut o apariție cameo în remake-ul din 2001 al lui Tim Burton.

## Biografie
A fost a doua soție a producătorului de film Richard D. Zanuck (Jaws, Cocoon, Driving Miss Daisy, Charlie and the Chocolate Factory); iar fiul său cel mic este producătorul Dean Zanuck (Road to Perdition, Charlie and the Chocolate Factory).

## Filmografie
- 1966 The Fat Spy, regia Joseph Cates : Treasure Hunter
- 1966 Nebunia spațiului (Way...Way Out), regia	Gordon Douglas : Peggy
- 1967 A Guide for the Married Man, regia Gene Kelly : Miss Stardust
- 1968 Planeta maimuțelor (Planet of the Apes), regia Franklin J. Schaffner : Nova
- 1970 Secretul planetei maimuțelor (Beneath the Planet of the Apes), regia Ted Post : Nova
- 1974 Aeroport '75 (Airport 1975), regia Jack Smight
- 1985 Cocoon, regia Ron Howard : Susan
- 1988 Cocoon: Întoarcerea (The Return), Daniel Petrie : Susan
- 1995 Wild Bill, regia Walter Hill : Madam
- 2001 Planeta maimuțelor (Planet of the Apes), regia Tim Burton : femeia în cărucior
- 2013 Don't Say No Until I Finish Talking: The Story of Richard D. Zanuck (documentar), regia Laurent Bouzereau : ea însăși – soția lui Richard Zanuck
- 2015 Midnight Massacre, regia Travis Bowen (+regizor)  : Quinia Brutus

### Ca producător executiv și co-regizor
| An        | Film              | Note                                    |
| --------- | ----------------- | --------------------------------------- |
| 2014–2015 | Midnight Massacre | Programat a fi lansat în decembrie 2015 |

### Televiziune
| An        | Show                                        | Episod                               | Rol                                             |
| --------- | ------------------------------------------- | ------------------------------------ | ----------------------------------------------- |
| 1966      | Men Against Evil                            | Pilot                                | Biker Chick                                     |
| 1966      | Batman                                      | The Joker Goes to School             | Cheerleader II                                  |
| 1966      | Batman                                      | He Meets His Match, The Grisly Ghoul | Cheerleader II                                  |
| 1967      | Wonder Woman: Who's Afraid of Diana Prince? | Scurtmetraj                          | Wonder Woman – Reflection (necreditată)         |
| 1969      | The Tonight Show Starring Johnny Carson     | 19 noiembrie 1969                    | Ea însăși                                       |
| 1969–1970 | Bracken's World                             | 41 de episoade                       | Paulette Douglas                                |
| 1975      | Barnaby Jones                               | "The Alpha Bravo War"                | Dori Calder (creditată ca "Augusta Summerland") |
| 1976      | Switch                                      | Death Squad                          | Jill Martin (creditată ca "Augusta Summerland") |
| 1977      | Barnaby Jones                               | The Damocles Gun                     | Jan Redbow (creditată ca "Augusta Summerland")  |
| 1998      | Behind the Planet of the Apes               | Documentar TV                        | Ea însăși                                       |
| 2014      | Inside Edition                              | Episode #25.221                      | Ea însăși                                       |